# André Desbordes
Pour les articles homonymes, voir Desbordes.
André Alexandre Desbordes, né à Saint-Maur-des-Fossés à une date inconnue et mort dans un lieu et à une date inconnus, est un peintre français du XXe siècle.

## Biographie
Il expose au Salon d'automne en 1928. 